# Auaxa cesadaria
Auaxa cesadaria är en fjärilsart som beskrevs av Walker 1860. Auaxa cesadaria ingår i släktet Auaxa och familjen mätare. Inga underarter finns listade i Catalogue of Life.